# Espostoa utcubambensis
Espostoa utcubambensis ist eine Pflanzenart in der Gattung Espostoa aus der Familie der Kakteengewächse (Cactaceae). Das Artepitheton utcubambensis verweist auf das Verbreitungsgebiet entlang des Río Utcubamba.

## Beschreibung
Espostoa utcubambensis wächst baumförmig mit verzweigten Trieben und erreicht Wuchshöhen von 5 bis 7 Metern. Es wird ein Stamm von bis zu 1,5 Meter Höhe und einem Durchmesser von 15 Zentimetern ausgebildet. Die eng zusammenstehenden, aufrechten, trüb graugrünen Triebe weisen Durchmesser von 9 Zentimeter auf. Es sind 25 bis 30 Rippen vorhanden. Die zwei bis sechs anfangs rotbraunen Mitteldornen werden später weißlich. Der längste von ihnen ist abwärts gerichtet. An Jungtrieben sind die Mitteldornen bis zu 0,6 Zentimeter lang. Am Stamm werden sie bis zu 2 Zentimeter lang. Die elf bis zwölf weißlichen Randdornen  weisen eine Länge von bis zu 5 Millimeter auf. Das acht bis zwölf Rippen umfassende Cephalium besteht aus gleichmäßig angeordneten grauen Borsten.
Die röhrenförmigen, cremeweißen Blüten sind 5,2 Zentimeter lang und erreichen einen Durchmesser von 3,5 Zentimeter. Die im Cephalium verbleibenden Früchte sind weiß.

## Verbreitung, Systematik und Gefährdung
Espostoa utcubambensis ist in Peru in der Region Amazonas im Tal des Río Utcubamba an steilen, felsigen Hängen im laubwerfenden Wald in Höhenlagen von 1350 bis 1950 Metern verbreitet.
Die Erstbeschreibung erfolgte 2003 durch Graham J. Charles.
In der Roten Liste gefährdeter Arten der IUCN wird die Art als „Least Concern (LC)“, d. h. als nicht gefährdet geführt.

## Nachweise